# كينيث إي. تراين
كينيث إي. تراين (بالإنجليزية: Kenneth E. Train)‏ هو اقتصادي أمريكي، ولد في 1951.